# Finnischer Fußballpokal 2012
Der Finnische Fußballpokal 2012 (finnisch Suomen Cup 2012) war die 58. Austragung des finnischen Pokalwettbewerbs. Er wurde vom finnischen Fußballverband ausgetragen. Das Finale fand am 29. September 2012 im Sonera Stadium von Helsinki statt.
Pokalsieger wurde der FC Honka Espoo. Das Team setzte sich im Finale gegen Vorjahresfinalist Kuopion PS durch und qualifizierte sich damit für die 2. Qualifikationsrunde der Europa League. Titelverteidiger HJK Helsinki war im Halbfinale gegen den späteren Sieger ausgeschieden.
Alle Begegnungen wurden in einem Spiel ausgetragen. Bei unentschiedenem Ausgang wurde das Spiel um zweimal 15 Minuten verlängert. Stand danach kein Sieger fest, folgte ein Elfmeterschießen.

## Teilnehmende Teams
Die Teilnahme war freiwillig. Insgesamt 198 Mannschaften hatten für den Pokalwettbewerb gemeldet. In den ersten drei Runden traten Teams aus der Kolmonen (4. Liga) oder tiefer an. Die Mannschaften der zweiten und dritten Liga stiegen in der 4. Runde ein. Die zwölf Erstligisten, die am Ligapokal 2012 teilnahmen stiegen je nach Abschneiden in der 5., 6. oder 7. Runde ein.
| Runde         | Zugänge | Sieger der letzten Runde | Spiele / Sieger |
| ------------- | ------- | ------------------------ | --------------- |
| 1. Runde      | 34      | –                        | 17              |
| 2. Runde      | 1090    | 17                       | 63              |
| 3. Runde      | 05      | 63                       | 34              |
| 4. Runde      | 38      | 34                       | 36              |
| 5. Runde      | 04      | 36                       | 20              |
| 6. Runde      | 04      | 20                       | 12              |
| 7. Runde      | 04      | 12                       | 08              |
| Viertelfinale | –       | 08                       | 04              |
| Halbfinale    | –       | 04                       | 02              |
| Finale        | –       | 02                       | 01              |
| Gesamt        | 1980    |                          | 1970            |

## 1. Runde
|                                 | Ergebnis              |                                  |
| ------------------------------- | --------------------- | -------------------------------- |
| FC Babylon X Espoo              | 3:3 n. V. (4:3 i. E.) | Espoon Tikka                     |
| Euran Pallo                     | 2:2 n. V. (5:6 i. E.) | Toejoen Veikot                   |
| Itä-Hakkilan Kilpa M09          | 1:0                   | FC Kasiysi TN Espoo              |
| Lehmon Pallo-77                 | 0:1                   | SC Riverball                     |
| Itä-Vantaan Pallo               | 00:14                 | AC Vantaa-2                      |
| IF Gnistan-2                    | 1:0                   | HJK Helsinki Junioren/Töölö      |
| Toivalan Urheilijat             | 1:0                   | Joensuun Palloseura              |
| FC Helsingin Pumppu             | 0:4                   | Malmin Palloseura/Atletico Malmi |
| HJK Helsinki Junioren/Laajasalo | 3:1                   | FC Playmates Helsinki            |
| Helsingin Kukkaislapset         | 2:1                   | HDS Helsinki                     |
| FC A la Plancha Calamar         | 0:1                   | Töölön Taisto                    |
| Pallo-Pojat Junioren            | 5:1                   | Helsingfors Idrottsvänner        |
| Pallo-Pojat Junioren/Akatemia   | 6:1                   | Karhupuiston Vartijat            |
| FC Vantaa                       | 0:3                   | Ekenäs IF/Akademi                |
| FC Korso United                 | 2:2 n. V. (3:4 i. E.) | Hyvinkään Apollo                 |
| FC Lynx Rovaniemi               | 1:4                   | FC Muurola                       |
| Kajaanin Haka                   | 2:1                   | JS Hercules Oulu                 |

## 2. Runde
|                                 | Ergebnis              |                                  |
| ------------------------------- | --------------------- | -------------------------------- |
| Toivalan Urheilijat             | 4:3                   | SC Kuopio Futis-98               |
| Nakkilan Nasta                  | 2:3                   | Toejoen Veikot                   |
| Spartak Kajaani                 | 2:0                   | Kajaanin Haka                    |
| HJK Helsinki Junioren/Laajasalo | 3:2                   | Pajamäen Pallo-Veikot            |
| IF Gnistan-2                    | 1:2                   | Helsingin Ponnistus              |
| Helsingin Kukkaislapset         | 01:10                 | Marmiksen Kuula/Baltika          |
| Töölön Taisto                   | 0:2                   | Savannan Pallo                   |
| Pallo-Pojat Junioren            | 2:0                   | PK-35 Vantaa/VJS                 |
| Pallo-Pojat Junioren/Akatemia   | 1:4                   | Käpylän Pallo                    |
| Herttoniemen Toverit            | 0:1                   | Helsingin Palloseura             |
| Pajamäen Pallo-Veikot/5. div    | 0:3                   | FC Ellas Helsinki                |
| Kallion Stallions               | 0:5                   | Helsingfors IFK-2                |
| Suurmetsän Urheilijat           | 0:3                   | Malmin Palloseura/Atletico Malmi |
| FC Spede                        | 0:2                   | IF Gnistan Roots                 |
| Savannan Pallo-3                | 1:1 n. V. (4:3 i. E.) | FC Hieho                         |
| Club Latino Español             | 0:3                   | Kurvin Vauhti                    |
| Pohjois-Haagan Urheilijat       | 0:4                   | IF Gnistan Ogeli                 |
| Töölön Vesa                     | 0:4                   | Savannan Pallo-2                 |
| HJK Helsinki/Kannelmäki         | 2:4                   | Helsingfors IFK-3                |
| FC Babylon X Espoo              | 4:3                   | Riipilän Raketti                 |
| Ekenäs IF/Akademi               | 1:3                   | Nummelan Palloseura              |
| Nurmijärven Jalkapalloseura     | 1:1 n. V. (3:4 i. E.) | Itä-Hakkilan Kilpa M09           |
| Hyvinkään Apollo                | 0:2                   | Lahden Reipas                    |
| Korson Palloseura               | 2:0                   | Jalkapalloseura Stars Lahti      |
| Riihimäen Palloseura            | 3:2                   | Tuusulan Palloseura              |
| PK Keski-Uusimaa                | 9:2                   | Hyvinkään Palloseura             |
| SexyPöxyt Espoo                 | 4:0                   | Lahen Pojat JS                   |
| Salpausselän Reipas             | 1:0                   | IF Sibbo-Vargarna                |
| Jokelan Kisa                    | 14:00                 | FC Kyllikki                      |
| Keravan Dynamo                  | 2:4                   | Espoon Palloseura                |
| FC Glid                         | 1:5                   | Koivukylän Palloseura            |
| FC Brunnsparkens Bröder         | 0:3                   | Kyrkslätt IF                     |
| AC Vantaa-2                     | 6:1                   | FC Laatupallo                    |
| Herraclubi Ränni                | 4:2                   | Nurmijärven Jalkapalloseura-2    |
| Kaarinan Reipas                 | 0:5                   | Turun Pallokerho                 |
| Kaarinan Palloseura             | 00:18                 | Maskun Palloseura                |
| Mynämäen Pallo -53              | 0:9                   | Naantalin VG-62                  |
| Liedon Pallo                    | 2:1                   | Jyrkkälän Tykit                  |
| Åbo Club de Futbol              | 2:2 n. V. (4:3 i. E.) | FC Boda Kemiönsaari              |
| Nokian Palloseura               | 5:0                   | Tervakosken Pato                 |
| Tampereen Pallo-Veikot          | 0:4                   | Tampereen Peli-Toverit           |
| Parkunmäen Apassit              | 2:6                   | Hämeenlinnan Härmä               |
| Ikurin Vire                     | 5:0                   | Loiske Toivot                    |
| FC Vapsi Sastamala              | 0:6                   | Lempäälän Kisa-Futis             |
| Tampereen FC Futarit            | 0:3                   | Sääksjärven Loiske               |
| BK-48 Vaasa                     | 3:2                   | Malax IF                         |
| Black Islanders                 | 4:0                   | Lapuan Virkiä-2                  |
| Kungliga Wasa CF                | 1:1 n. V. (5:6 i. E.) | Seinäjoen Sisu-Pallo             |
| Vaasan Palloseuran Junioren     | 2:6                   | Lapuan Virkiä                    |
| Gamlakarleby BK-2               | 0:3                   | Jakobstads BK                    |
| IK Myran Nedervetil             | 4:2                   | IFK Jakobstad                    |
| Haminan Pallo-Kissat            | 1:4                   | Voikkaan Pallo-Peikot            |
| Suvilahden Sisu                 | 00:12                 | Sudet Kouvola                    |
| Kultsu Joutseno-2               | 0:2                   | PEPO Lappeenranta                |
| FC Peltirumpu                   | 3:0                   | Imatran Palloseura               |
| Kotkan Kiri                     | 1:4                   | Savonlinnan Työväen Palloseura   |
| Purha Inkeroinen                | 4:1                   | Heinolan Palloilijat-47          |
| Karhulan Pojat                  | 0:1                   | Kotajärven Pallo                 |
| Voikkaan Potkupallo Kerho       | 3:1                   | Popiniemen Ponnistus             |
| FC Saarijärvi                   | 00:3 1                | Jyväskylän Seudun PS             |
| FC Kurd Jyväskylä               | 1:4                   | FC Vaajakoski                    |
| Suolahden Urho                  | 2:6                   | Souls AC Jyväskylä               |
| Palokan Riento                  | 2:4                   | Jämsänkosken Ilves               |

## 3. Runde
|                                 | Ergebnis              |                                  |
| ------------------------------- | --------------------- | -------------------------------- |
| HJK Helsinki Junioren/Laajasalo | 0:0 n. V. (3:4 i. E.) | Helsingfors IFK-2                |
| Helsingin Ponnistus             | 2:1                   | Malmin Palloseura/Atletico Malmi |
| IF Gnistan Roots                | 00:10                 | Marmiksen Kuula/Baltika          |
| Savannan Pallo-3                | 0:6                   | Savannan Pallo                   |
| Pallo-Pojat Junioren            | 1:1 n. V. (3:2 i. E.) | Kurvin Vauhti                    |
| IF Gnistan Ogeli                | 1:1 n. V. (0:3 i. E.) | Käpylän Pallo                    |
| Savannan Pallo-2                | 1:4                   | Helsingin Palloseura             |
| FC Ellas Helsinki               | 2:2 n. V. (3:4 i. E.) | Helsingfors IFK-3                |
| Turun Pallokerho                | 0:2                   | SexyPöxyt Espoo                  |
| FC Babylon X Espoo              | 3:0                   | Salpausselän Reipas              |
| Nummelan Palloseura             | 5:3                   | Jokelan Kisa                     |
| Itä-Hakkilan Kilpa M09          | 2:0                   | Espoon Palloseura                |
| Lahden Reipas                   | 5:0                   | Koivukylän Palloseura            |
| Kyrkslätt IF                    | 1:0                   | Korson Palloseura                |
| AC Vantaa-2                     | 0:1                   | Riihimäen Palloseura             |
| Herraclubi Ränni                | 00:15                 | PK Keski-Uusimaa                 |
| Liedon Pallo                    | 0:5                   | Maskun Palloseura                |
| Åbo Club de Futbol              | 0:3                   | Naantalin VG-62                  |
| Seinäjoen Sisu-Pallo            | 0:3                   | Toejoen Veikot                   |
| Black Islanders                 | 2:5                   | IK Myran Nedervetil              |
| Kokkolan PS                     | 5:0                   | BK-48 Vaasa                      |
| Jakobstads BK                   | 3:2                   | Lapuan Virkiä                    |
| Toivalan Urheilijat             | 4:4 n. V. (3:4 i. E.) | SC Riverball                     |
| Voikkaan Potkupallo Kerho       | 1:2                   | FC Peltirumpu                    |
| Kotajärven Pallo                | 1:7                   | PEPO Lappeenranta                |
| Purha Inkeroinen                | 0:6                   | Sudet Kouvola                    |
| Savonlinnan Työväen Palloseura  | 1:1 n. V. (3:2 i. E.) | Voikkaan Pallo-Peikot            |
| Sastamalan Voima                | 7:0                   | Ikurin Vire                      |
| Nekalan Pallo                   | 1:1 n. V. (3:5 i. E.) | Nokian Palloseura                |
| Lempäälän Kisa-Futis            | 1:1 n. V. (3:5 i. E.) | Tampereen Peli-Toverit           |
| Sääksjärven Loiske              | 0:2                   | Hämeenlinnan Härmä               |
| Souls AC Jyväskylä              | 0:6                   | FC Vaajakoski                    |
| Jämsänkosken Ilves              | 0:5                   | Jyväskylän Seudun PS             |
| FC Muurola                      | 1:1 n. V. (4:3 i. E.) | Spartak Kajaani                  |

## 4. Runde
In dieser Runde stiegen die Mannschaften der zweiten (10) und dritten Liga (28) ein. Unterklassige Teams hatten Heimrecht.
|                        | Ergebnis              |                                |
| ---------------------- | --------------------- | ------------------------------ |
| Savannan Pallo         | 0:4                   | FC Kiffen 08 Helsinki          |
| Laajasalon Palloseura  | 1:1 n. V. (5:4 i. E.) | Etelän-Espoon Pallo            |
| Helsingfors IFK        | 03:0 1                | PK-35 Vantaa                   |
| Helsingfors IFK-2      | 0:1                   | FC Kuusysi                     |
| Käpylän Pallo          | 3:3 n. V. (5:6 i. E.) | Atlantis FC                    |
| PK Keski-Uusimaa       | 2:3                   | BK-46 Karis                    |
| Helsingin Palloseura   | 0:4                   | Klubi 04                       |
| Helsingin Ponnistus    | 2:3                   | Riihimäen Palloseura           |
| IF Gnistan             | 1:0                   | FC Viikingit                   |
| Pallo-Pojat Junioren   | 1:6                   | Ekenäs IF                      |
| Helsingfors IFK-3      | 1:2                   | Marmiksen Kuula/Baltika        |
| SexyPöxyt Espoo        | 2:3 n. V.             | Tampereen Pallo-Veikot         |
| Kyrkslätt IF           | 1:3                   | Naantalin VG-62                |
| Ilves Tampere          | 1:3                   | FC Hämeenlinna                 |
| Hämeenlinnan Härmä     | 3:2                   | Savonlinnan Työväen Palloseura |
| Itä-Hakkilan Kilpa M09 | 0:5                   | Nokian Palloseura              |
| Tampereen Peli-Toverit | 1:3                   | Maskun Palloseura              |
| Sastamalan Voima       | 1:5 n. V.             | Nummelan Palloseura            |
| Sudet Kouvola          | 1:3                   | Mikkelin Palloilijat           |
| PEPO Lappeenranta      | 2:3                   | Lahden Reipas                  |
| Vihtavuoren Pamaus     | 00:3 2                | FC KooTeePee                   |
| FC Vaajakoski          | 1:3                   | SC Riverball                   |
| Lohjan Pallo           | 1:2 n. V.             | Järvenpään PS                  |
| FC Futura              | 1:0                   | Kotkan Työväen Palloilijat     |
| FC Peltirumpu          | 1:3                   | Jyväskylän Seudun PS           |
| FC Babylon X Espoo     | 0:5                   | FC Espoo                       |
| Toejoen Veikot         | 2:2 n. V. (6:7 i. E.) | Kokkolan Palloveikot           |
| IK Myran Nedervetil    | 00:11                 | FC Jazz Pori                   |
| Jakobstads BK          | 2:3                   | Gamlakarleby BK                |
| Vasa IFK               | 1:3                   | Seinäjoen JK                   |
| Kokkolan PS            | 0:5                   | Pallo-Iirot Rauma              |
| Haukiputaan Pallo      | 0:4                   | FC Santa Claus                 |
| PS Kemi Kings          | 4:1                   | Rovaniemi PS                   |
| Oulun Palloseura       | 0:2                   | AC Oulu                        |
| FC Muurola             | 2:0                   | AC Kajaani                     |
| Pallo-Kerho 37         | 0:2                   | JIPPO Joensuu                  |

## 5. Runde
In dieser Runde stiegen die vier Erstligisten ein, die im Ligapokal 2012 nach der Gruppenphase ausschieden. Unterklassige Teams hatten Heimrecht.
|                         | Ergebnis  |                       |
| ----------------------- | --------- | --------------------- |
| IF Gnistan              | 1:0       | BK-46 Karis           |
| Riihimäen Palloseura    | 1:3       | FC Kuusysi            |
| Naantalin VG-62         | 0:5       | FC KooTeePee          |
| Maskun Palloseura       | 2:3       | Ekenäs IF             |
| Marmiksen Kuula/Baltika | 1:8       | FC Lahti              |
| Lahden Reipas           | 0:4       | Laajasalon Palloseura |
| Atlantis FC             | 3:0       | FC Kiffen 08 Helsinki |
| Klubi 04                | 1:2 n. V. | IFK Mariehamn         |
| FC Futura               | 2:5       | Helsingfors IFK       |
| Järvenpään PS           | 2:1       | FC Espoo              |
| FC Santa Claus          | 3:4       | Mikkelin Palloilijat  |
| SC Riverball            | 1:0       | Hämeenlinnan Härmä    |
| FC Muurola              | 0:5       | FC Hämeenlinna        |
| FC Jazz Pori            | 3:2 n. V. | Seinäjoen JK          |
| Nokian Palloseura       | 1:7       | Haka Valkeakoski      |
| PS Kemi Kings           | 3:1 n. V. | Gamlakarleby BK       |
| Kokkolan Palloveikot    | 0:5       | JJK Jyväskylä         |
| Nummelan Palloseura     | 1:7       | JIPPO Joensuu         |
| Tampereen Pallo-Veikot  | 0:3       | AC Oulu               |
| Jyväskylän Seudun PS    | 3:2 n. V. | Pallo-Iirot Rauma     |

## 6. Runde
In dieser Runde stiegen die vier Teams ein, die im Viertelfinale des Ligapokals 2012 ausschieden. Unterklassige Teams hatten Heimrecht.
|                      | Ergebnis              |                       |
| -------------------- | --------------------- | --------------------- |
| Pallo-Iirot Rauma    | 1:0 n. V.             | FC Lahti              |
| Järvenpään PS        | 0:1                   | IF Gnistan            |
| Mikkelin Palloilijat | 0:2                   | Myllykosken Pallo -47 |
| FC Hämeenlinna       | 0:4                   | FC Honka Espoo        |
| IFK Mariehamn        | 4:1                   | JJK Jyväskylä         |
| AC Oulu              | 0:2                   | Kuopion PS            |
| PS Kemi Kings        | 2:2 n. V. (4:5 i. E.) | FF Jaro               |
| Ekenäs IF            | 4:1                   | FC Kuusysi            |
| Atlantis FC          | 2:2 n. V. (4:2 i. E.) | FC Jazz Pori          |
| Jyväskylän Seudun PS | 0:3                   | Laajasalon Palloseura |
| SC Riverball         | 0:4                   | Haka Valkeakoski      |
| FC KooTeePee         | 2:0                   | Helsingfors IFK       |

## 7. Runde
In dieser Runde stiegen die vier Erstligisten ein, die im Ligapokal 2012 das Halbfinale erreichten.
|                       | Ergebnis              |                       |
| --------------------- | --------------------- | --------------------- |
| HJK Helsinki          | 2:1                   | FF Jaro               |
| FC KooTeePee          | 2:1 n. V.             | Inter Turku           |
| Atlantis FC           | 0:3                   | FC Honka Espoo        |
| Laajasalon Palloseura | 0:2                   | Turku PS              |
| Kuopion PS            | 0:0 n. V. (8:7 i. E.) | Turku PS              |
| IF Gnistan            | 1:4                   | IFK Mariehamn         |
| Ekenäs IF             | 0:2                   | JIPPO Joensuu         |
| Haka Valkeakoski      | 1:2 n. V.             | Myllykosken Pallo -47 |

## Viertelfinale
|                | Ergebnis |                       |
| -------------- | -------- | --------------------- |
| HJK Helsinki   | 3:0      | FC KooTeePee          |
| FC Honka Espoo | 2:0      | Vaasan PS             |
| Kuopion PS     | 3:0      | IFK Mariehamn         |
| JIPPO Joensuu  | 0:3      | Myllykosken Pallo -47 |

## Halbfinale
|                | Ergebnis              |                       |
| -------------- | --------------------- | --------------------- |
| FC Honka Espoo | 1:1 n. V. (5:4 i. E.) | HJK Helsinki          |
| Kuopion PS     | 1:0                   | Myllykosken Pallo -47 |

## Finale
| Paarung        | FC Honka Espoo – Kuopion PS |
| Ergebnis       | 1:0 (1:0) |
| Datum          | 29. September 2012 um 15:30 Uhr (14:30 Uhr MESZ) |
| Stadion        | Sonera Stadium, Helsinki |
| Zuschauer      | 2.340 |
| Schiedsrichter | Mattias Gestranius |
| Tore           | 1:0 Antti Mäkijärvi (23.) |
| FC Honka Espoo | Tuomas Peltonen – Tapio Heikkilä, Lum Rexhepi, Sampo Koskinen, Henri Aalto – Duarte Tammilehto, Jussi Vasara (81. Tomi Petrescu), Moshtagh Yaghoubi, Nicholas Otaru – Antti Mäkijärvi, Tim Väyrynen Cheftrainer: Mika Lehkosuo                    |
| Kuopion PS     | Jonas Pöntinen – Pyry Kärkkäinen, Etchu Tabe, Atte Hoivala (57. Ilja Venäläinen), Antti Hynynen – Chris James, Paul Obiefule, Sander Puri, Ebrima Sohna – Miikka Ilo (67. Aleksi Paananen), Ats Purje (76. Johann Smith) Cheftrainer: Esa Pekonen |
| Gelbe Karten   | keine – Antti Hynynen, Ats Purje, Paul Obiefule, Chris James, Pyry Kärkkäinen |
| Platzverweise  | keine – Etchu Tabe (40.) |
|                | keine – Sander Puri (72.) |